# انقلاب جهانی

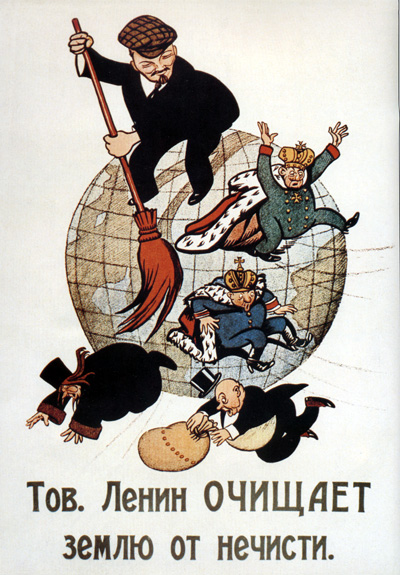
«رفیق لنین زمین را از چرک پاک می‌کند» (۱۹۲۰).

انقلاب جهانی (به انگلیسی: World revolution) مفهومی مارکسیستی است که به سرنگونی نظام سرمایه‌داری در همه کشورها از طریق عمل انقلاب آگاهانه توسط طبقه کارگر سازمان‌یافته اشاره دارد. این انقلاب لزوماً نمی‌بایست به‌طور همزمان رخ دهد اما مهم مکان و زمانی است که شرایط محلی مهیاست تا یک حزب انقلابی بتواند با موفقیت مالکیت بورژوازی و قانون را عوض کند و یک دولت سوسیالیستی بر پایه مالکیت عموم بر ابزار تولید را برپا کند.
هدف نهایی چنین سوسیالیسم انقلابی با جهت‌گیری بین‌المللی، دستیابی به سوسیالیسم جهانی و بعداً به یک جامعه کمونیستی است.